# Приморский павильон Ататюрка во Флорье
Приморский павильон Ататюрка во Флорье (тур. Florya Atatürk Deniz Köşkü) — историческая президентская резиденция, расположенная на берегу Мраморного моря в махалле Флорья в районе Бакыркёй (Стамбул, Турция). Она была построена в 1935 году муниципальными властями Стамбула в качества места для отдыха Мустафы Кемаля Ататюрка. Ныне павильон служит историческим домом-музеем.

## Архитектура
Павильон был построен в стиле баухаус по проекту турецкого архитектора Сейфи Аркана, заказанному в 1935 году муниципальными властями Стамбула. Здание было закончено 14 августа того же года и передано в дар Ататюрку.
Павильон покоится на стальных сваях, вбитых в морское дно, и соединяется с песчаным пляжем деревянным пирсом длиной около 70 метров. Одноэтажное здание в форме буквы L включает в себя приёмную, читальный зал, спальни и ванную комнату, а также служебные помещения и комнаты для обслуживающего персонала. Общая площадь павильона, включая пирс, составляет 602 м².
Во дворе заброшенного монастыря Агиос Стефанос была разбита роща, служащая садом для павильона Ататюрк. Она известна как «Роща Ататюрка во Флорье» (тур. Florya Atatürk Korusu) и ныне служит общественным парком. Особняк считается примером «турецкой ранней республиканской архитектуры».

## История
В период, когда резиденцией Ататюрка служил дворец Долмабахче, он прибывал в особняк на лодке и проводил время, занимаясь плаванием в окружении местных жителей. В последние три года своей жизни Ататюрк использовал павильон в качестве своей летней резиденции, а также места для отдыха. В 1936 году он проживал в нём в период с 6 июня по 28 июля. Последний раз Ататюрк был в этом павильоне 28 мая 1938 года, примерно за полгода до своей смерти.
Павильон также служим местом для проведения важных приёмов и научных встреч. Среди его знаменитых посетителей были принц Эдуард, герцог Виндзорский, и его жена Уоллис, герцогиня Виндзорская.
После смерти Ататюрка турецкие президенты, такие как Исмет Инёню, Джеляль Баяр, Джемаль Гюрсель, Джевдет Сунай, Фахри Корутюрк и Кенан Эврен, также использовали павильон во Флорье в качестве своей летней резиденции.

## Музей
Из-за активной городской застройки и загрязнения моря в окрестностях павильона он перестал использоваться в качестве официальной резиденции. 6 сентября 1988 года здание было передано Департаменту национальных дворцов Великого национального собрания Турции. Затем павильон подвергся реставрации и был открыт в 1993 году для публики в качестве музея. Часть здания была отдана под социальный объект для членов турецкого парламента.
В музее представлена мебель, посуда, личные вещи, включая купальные костюмы, а также коллекция фотографий Ататюрка, сделанных в этом месте.

## Расположение и доступ
Музей расположен к западу от Стамбульского аэропорта имени Ататюрка на дороге, идущей вдоль побережья из Флорьи в Кючюкчекмедже.
Примерно в 500 метрах от павильона находится железнодорожная станция Флорья, относящаяся к пригородной линии Стамбул-Халкалы. Автобусный маршрут «73T метро Енибосна-Флорья» IETT также обеспечивает доступ к этой достопримечательности.
Музей открыт с 9 утра до 4 часов дня (в зимние месяцы с 9 утра до 3 часов дня) по местному времени, кроме понедельника и четверга.